# Ардеова (Клуж)
Ардеова (рум. Ardeova) насеље је у Румунији у округу Клуж у општини Манастирени. Oпштина се налази на надморској висини од 700 m.

## Становништво
Према подацима из 2002. године у насељу је живело 85 становника, од којих су сви румунске националности.